# マンスール・ウスマーン
マンスール・ウスマーン（? - 1453年?）は、エジプトを支配したブルジー・マムルーク朝の第13代スルタン（在位：1453年）。
父は第10代・第12代スルタンのザーヒル・ジャクマク。1453年の父の死で即位する。しかし父親同様に失政を重ねたため（一説に貨幣の鋳造に失敗して物価騰貴を招いたとされる）、即位からわずか2ヶ月足らず（一説に43日）でマムルークやアミールらの支持を得たアシュラフ・イーナールの反乱を受けて廃された。